# Rickettsiaceae
Rickettsiaceae é uma família de bactérias gram-negativas da ordem Rickettsiales.

## Famílias
- Orientia Tamura et al. 1995
- Rickettsia da Rocha-Lima 1916